# جان هالیز
جان هالیز (به انگلیسی: John Hollis) (زاده ۲۴ ژانویهٔ ۱۹۳۱-درگذشته ۱۸ اکتبر ۲۰۰۵) بازیگرانگلیسی بود.
از فیلم‌های معروف او می‌توان به بازی در فقط بخاطر چشمان تو، فلش گوردون و اِستر اشاره کرد.